# Linea H (metropolitana di Buenos Aires)
La linea H della metropolitana di Buenos Aires è una linea di metropolitana a servizio della capitale argentina Buenos Aires. La linea è stata aperta il 18 ottobre 2007 e si estende tra la stazione Facultad de Derecho e la stazione Hospitales.
È la prima linea completamente nuova ad essere stata costruita dopo l'attivazione della linea E, alla fine degli anni '40. Secondo le previsioni, la linea dovrebbe avere una lunghezza totale di circa 11 km e si estenderebbe tra le stazioni di Sáenz e Retiro.

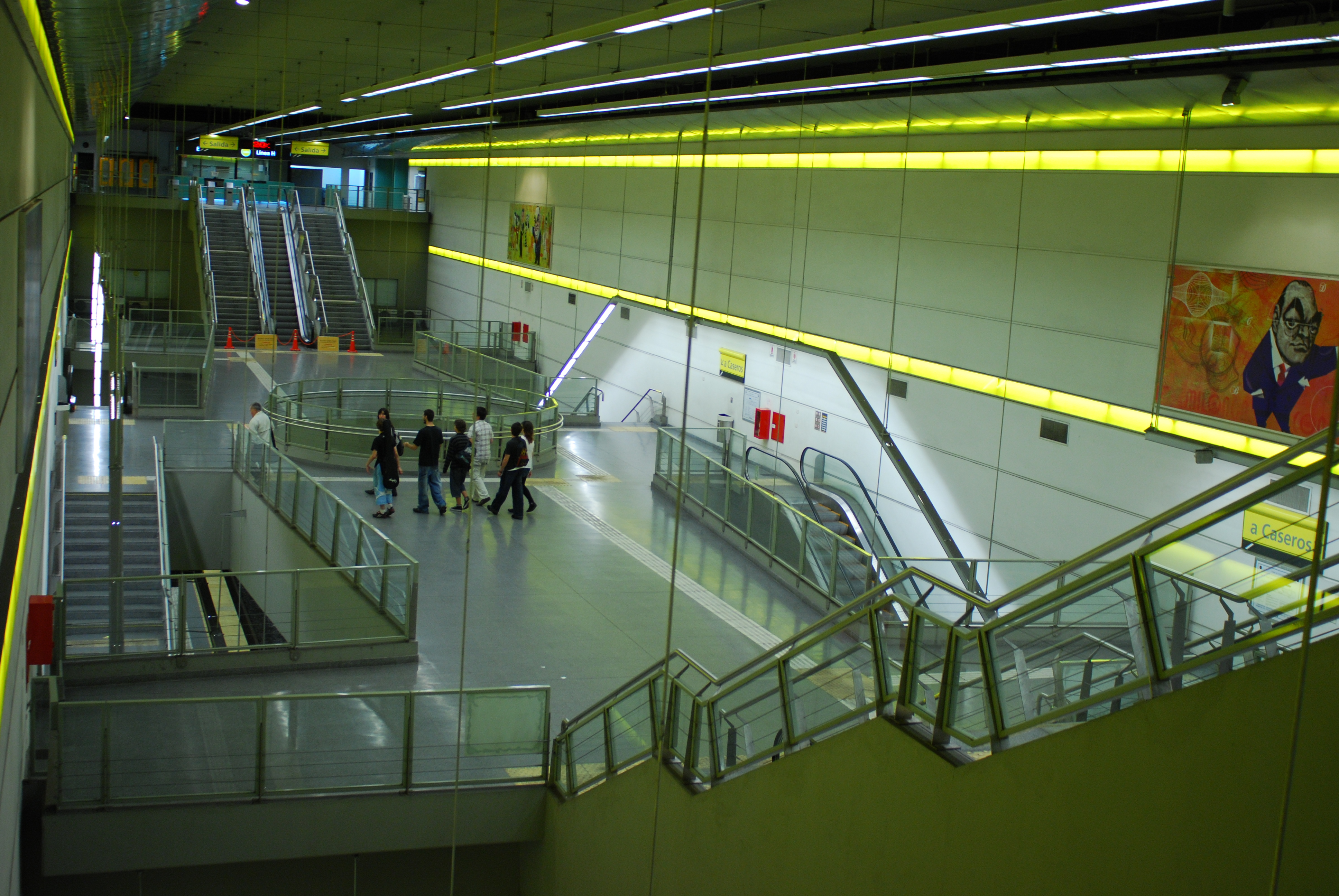
Particolare della stazione Humberto I

## Storia
I lavori per la prima tratta iniziarono il 19 aprile 2001 da l'allora sindaco della città, Aníbal Ibarra, e la società costruttrice era la  Dycasa. La tratta lunga 5,5 km, tra la stazione Corrientes e la stazione Hospitales, venne aperta al pubblico il 18 ottobre 2007 da l'allora capo di governo di Buenos Aires, Jorge Telerman.
La stazione di Parque Patricios venne aperta il 4 ottobre 2011 mentre il 27 maggio 2013 venne inaugurata la stazione Hospitales, così chiamata perché si trova a pochi metri dal ospedali Penna e Churruca.
Il 18 dicembre 2015 è stato inaugurato il tratto da Hospitales a Las Heras, anche se la stazione di Santa Fe-Carlos Jáuregui dove è previsto l'interscambio con la linea D è stata aperta solo il 12 luglio 2016. Il 1 maggio 2018 è stata inaugurata la stazione di Facultad de Derecho, presso la Facoltà di Diritto dell'Università di Buenos Aires.

### Proteste a Plaza Francia

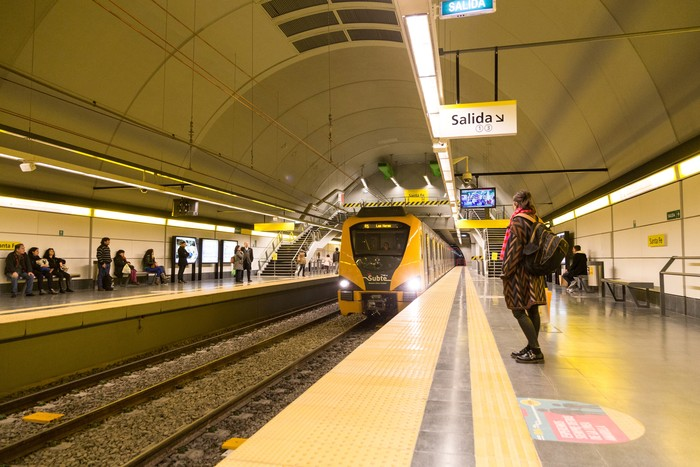
Treno in arrivo alla stazione Santa Fe

Alla fine di febbraio 2012 è iniziato un dibattito pubblico avviato da una ONG, chiamata Basta de Demoler, insieme a personalità politiche e il comitato dei residenti del barrio di Recoleta, che lamentavano che i lavori presso Plaza Francia stava modificato in modo radicale lo spazio verde presente in quella piazza. Vennero rimossi 17 alberi centenari per la costruzione del tunnel della metro. Inoltre presentarono una denuncia perché la costruzione della metropolitana avrebbe trasformato la piazza in un nodo del trasporto pubblico molto trafficato.
Vennero avanzate idee per spostare la stazione dalla piazza. Si pensò di costruirla la stazione nelle vicinanze del Centro de Exposiciones de Buenos Aires. Tuttavia la ditta costruttrice dell'opera dichiarò l'impossibilità del posizione la stazione della metro nelle vicinanze del Centro de Exposiciones de Buenos Aires a causa della curva che il tunnel avrebbe dovuto effettuare per arrivare alla stazione successiva (Retiro). I lavori vennero sospesi e iniziarono i dibattiti sulle possibili modifiche al tracciato della linea.

### Modifiche del percorso
Nel giugno 2013 è stato modificato il percorso finale della linea rispetto al progetto precedente. È stato stabilito che le ultime fermate della linea saranno: Facultad de Derecho, Padre Mujica, la Terminal de Ómnibus e Retiro.
La stazione di Nueva Pompeya, inizialmente prevista come capolinea sud, è stata cancellata definitivamente a causa della sua vicinanza ad un corso d'acqua.

## Caratteristiche tecniche
La linea è elettrificata tramite linea aerea con tensione a 1500 volt a corrente continua, così come la Linea D e la Linea E e la Linea C.
È composta in totale da 12 stazioni e si estende per 8 km.

## Stazioni
Nell'elenco che segue, a fianco ad ogni stazione, sono indicati i servizi presenti e gli eventuali interscambi ferroviari:

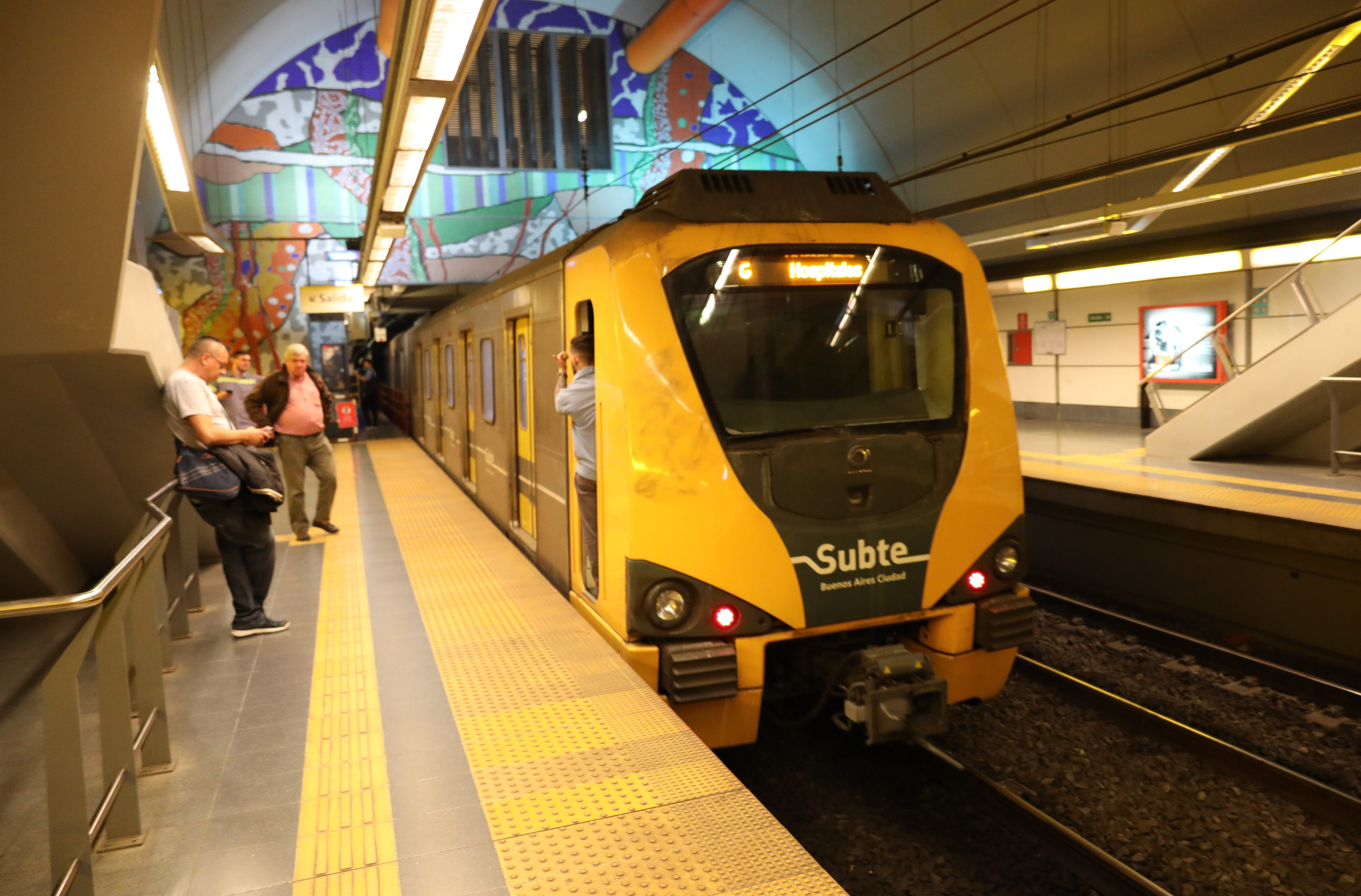
Un treno della Linea H

| Fermata                  | Apertura         | Interscambi          | Note             |
| ------------------------ | ---------------- | -------------------- | ---------------- |
| Facultad de Derecho      | 17 maggio 2018   |                      |                  |
| Las Heras                | 18 dicembre 2015 |                      |                  |
| Santa Fe-Carlos Jáuregui | 12 luglio 2016   |                      |                  |
| Córdoba                  | 18 dicembre 2015 |                      |                  |
| Corrientes               | 6 dicembre 2010  |                      |                  |
| Once - 30 de Diciembre   | 18 ottobre 2007  |                      |                  |
| Venezuela                | 18 ottobre 2007  |                      |                  |
| Humberto I               | 18 ottobre 2007  |                      |                  |
| Inclán-Mezquita Al Ahmad | 18 ottobre 2007  |                      |                  |
| Caseros                  | 18 ottobre 2007  |                      |                  |
| Parque Patricios         | 4 ottobre 2011   |                      |                  |
| Hospitales               | 27 maggio 2013   |                      |                  |
| Sáenz                    | ?                | Stazione ferroviaria | In progettazione |

## Prolungamenti
I progetti di prolungamento della linea sono molteplici e prevedono l'apertura di differenti stazioni con tempistiche diverse. Di alcune stazioni, ancora in fase di progettazione, non si conoscono le possibili date di inizio dei lavori e/o di consegna. Queste stazioni sono: Sáenz, Retiro, Terminal de Ómnibus e Padre Mugica.